# Primera agua
En el comercio de gemas, primera agua ("first water" en inglés) significa "máxima calidad". La claridad de los diamantes se evalúa por su transparencia. Cuanto más similares sean al agua, mayor será su calidad. La edición de 1753 de la Enciclopedia Chambers afirma:
La primera agua en los diamantes significa la mayor pureza y perfección de su configuración, que debe ser la de la gota de agua más clara. Cuando los diamantes no alcanzan esta perfección, se dice que son de segunda o tercera agua, etc., hasta que la piedra puede considerarse propiamente de color.
En inglés, la frase "primera agua" también se usa de forma más general para referirse a la más alta calidad o al ejemplo más extremo de una persona o cosa, no solo a las piedras preciosas.
La comparación de los diamantes con el agua se remonta al menos a principios del siglo XVII, y Shakespeare la menciona en «Pericles» de 1607.

... heavenly jewels which Pericles hath lost—

... The diamonds of a most praisèd water doth

appear to make the world twice rich.
...joyas celestiales que Pericles ha perdido—

... Los diamantes de un agua muy alabada

parecen hacer al mundo doblemente rico.